# Central eléctrica de Plomin
La Central eléctrica de Plomin (en croata: Termoelektrana Plomin )  es una central eléctrica a carbón cerca de Plomin, en el país europeo de Croacia. A partir de 2007, su producción correspondió al 13% de las necesidades eléctricas de Croacia. La central consta de dos unidades de calderas, TE Plomin A construida en 1969 y TE Plomin B construida en 2000. Ambos son operados por Hrvatska Elektroprivreda, y este última es copropiedad con RWE Power AG. Ellos generan un total de 330 megavatios. En 2007 su producción total fue de 2.187 gigavatios hora; en 2009 fue de 1.927 GWh. La torre tiene unos 340 metros (1.120 pies) de altura en forma de chimenea, por lo que se trata de la estructura más alta construida en Croacia.